# Pabianka
Pabianka – struga lewy dopływ Dobrzynki o długości 9,21 km i szerokości do 2 m.
Płynie na Wyżynie Łódzkiej, przepływa przez Pabianice. Bierze swój początek jako rów melioracyjny. Duży dopływ wody jest w okolicach ul. Potokowej, gdzie woda wypływa z rury odprowadzającej zanieczyszczoną wodę z dużą ilością żelaza – woda ta powstaje w procesie odżelaziania wody pitnej w pobliskim zakładzie ujęcia wody. Do lat osiemdziesiątych XX wieku źródło Pabianki znajdowało się między Pawlikowicami a Dąbrową, od lat dziewięćdziesiątych XX wieku jest wyschnięte. W centrum miasta uchodzi do Dobrzynki.
Jest to struga o niewielkim nachyleniu, błotnista, silnie zanieczyszczona organicznie.